# 图尔尼
图尔尼（法語：Tournus，法語發音：[tuʁny]），法国东部城市，勃艮第-弗朗什-孔泰大区索恩-卢瓦尔省的一个市镇，隶属于马孔区，其市镇面积为25平方公里，2022年1月1日时人口数量为5,702人，在法国城市中排名第2,017位。
图尔尼位于索恩-卢瓦尔省中东部，索恩河畔，是一个区域性的中心城市，巴黎—马赛铁路、A6高速公路和多条干线公路在此交汇。

## 地名来源
图尔尼位于奥依语和法兰克-普罗旺斯语的语言分界线上。图尔尼最初以拉丁语“Castrum Trinorciense”的形式被记载，“Trinorciense”可能出自人名。

## 历史

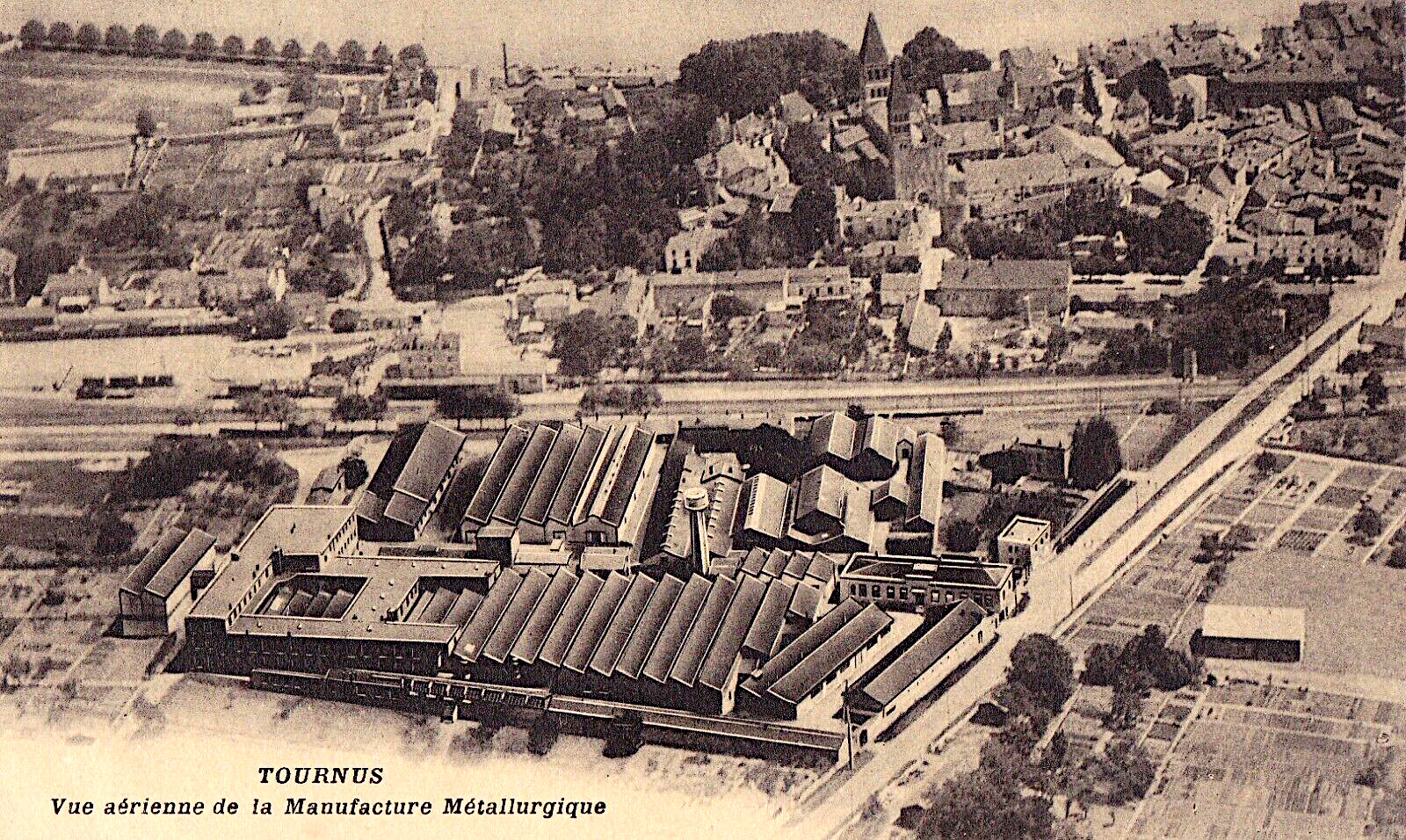
20世纪初图尔尼的一处金属工厂

图尔尼最初始建于罗马帝国时期，当地最初的教堂建于公元179年。公元937年，匈人入侵索恩河腹地，图尔尼城市遭到严重破坏。当地的修道院于公元9世纪左右建成，其附近亦兴建了城墙和炮塔。1121年，教宗嘉禮二世为图尔尼修道院祝圣。中世纪末期，随着索恩河航运的发展，图尔尼逐渐成为一个商业港口。17世纪时，布雷斯成为法兰西王国皇室领土，图尔尼境内的索恩河出现了一处渡口，镇中心则兴建了神学院。法国大革命后，图尔尼成为索恩-卢瓦尔省的一个市镇。第六次反法同盟期间，图尔尼民众曾对奥地利及联军进行了顽强的抵抗，致使图尔尼最终未被攻陷，拿破仑一世于1814年为图尔尼颁发了战争勋章。第一次世界大战期间，法国陆军的两个团驻扎于图尔尼。工业革命期间，途径图尔尼的巴黎—马赛铁路建成通车。1911年，图尔尼境内建成了一处大型铝厂。二战后，横跨索恩河的公路大桥建成通车。1968年5月29日，图尔尼发生雷暴天气，造成当地多处建筑物被破坏。1972年，普洛特整体并入图尔尼的市镇管辖范围。2000年，普洛特重新成为独立市镇。

## 地理

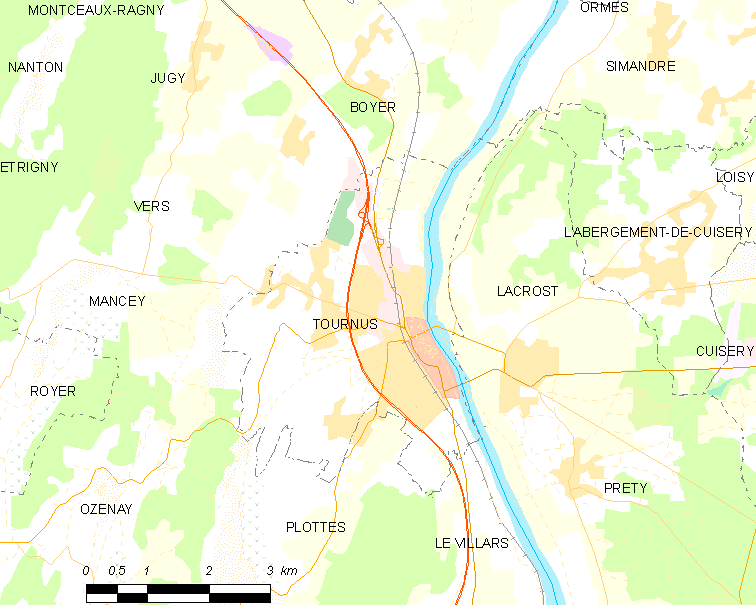
图尔尼市镇范围地图

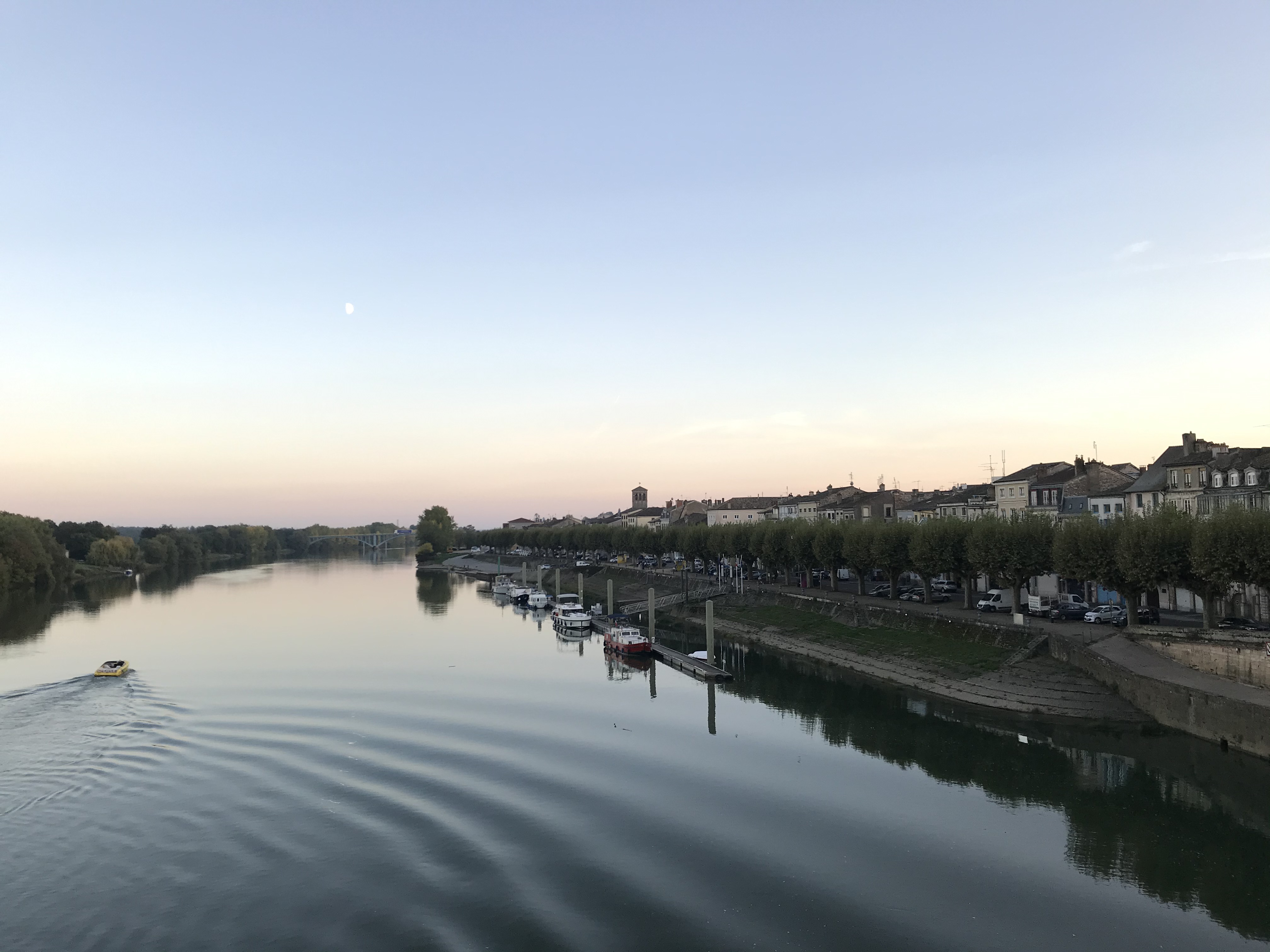
索恩河图尔尼段

图尔尼位于法国东部，勃艮第-弗朗什-孔泰大区南部和索恩-卢瓦尔省中东部偏南，距离省会马孔大约31公里。与图尔尼接壤的市镇包括：韦尔、布瓦耶、锡芒德尔、芒塞、奥兹奈、拉克罗、普洛特、勒维拉尔和普雷蒂。

### 地形
图尔尼位于索恩河谷腹地，西侧为法国中央高原的东北部延伸地带，境内以平原和浅丘为主，市镇中心地势较为平坦，全境海拔在168到353米之间。

### 水文
索恩河自北向南流经图尔尼境内，图尔尼市区位于河流右岸，其市镇范围亦包括河流左岸的少部分区域。

### 植被
图尔尼属于温带阔叶混交林区，林地散落分布于市镇范围内多个区域。
在鲜花城市的评比中，图尔尼被评为2星级鲜花城市。

### 气候
图尔尼在柯本气候分类法中属于带有大陆性特征的温带海洋性气候。
距离图尔尼最近的常年气象站位于吕尼境内，以下为该气象站的数据（其中日照数据取自马孔）：
| 吕尼 1981年－2019年 | 吕尼 1981年－2019年 | 吕尼 1981年－2019年 | 吕尼 1981年－2019年 | 吕尼 1981年－2019年 | 吕尼 1981年－2019年 | 吕尼 1981年－2019年 | 吕尼 1981年－2019年 | 吕尼 1981年－2019年 | 吕尼 1981年－2019年 | 吕尼 1981年－2019年 | 吕尼 1981年－2019年 | 吕尼 1981年－2019年 | 吕尼 1981年－2019年 |
| 月份                | 1月                 | 2月                 | 3月                 | 4月                 | 5月                 | 6月                 | 7月                 | 8月                 | 9月                 | 10月                | 11月                | 12月                | 全年                |
| ------------------- | ------------------- | ------------------- | ------------------- | ------------------- | ------------------- | ------------------- | ------------------- | ------------------- | ------------------- | ------------------- | ------------------- | ------------------- | ------------------- |
| 历史最高温 °C（°F） | 17.1 (62.8)         | 18 (64)             | 23.9 (75.0)         | 27.6 (81.7)         | 31.9 (89.4)         | 36 (97)             | 36.4 (97.5)         | 39.5 (103.1)        | 31.8 (89.2)         | 26.9 (80.4)         | 21 (70)             | 17.1 (62.8)         | 39.5 (103.1)        |
| 平均高温 °C（°F）   | 5.7 (42.3)          | 7.7 (45.9)          | 12.1 (53.8)         | 15.7 (60.3)         | 20.3 (68.5)         | 23.8 (74.8)         | 26 (79)             | 25.8 (78.4)         | 20.8 (69.4)         | 16 (61)             | 9.8 (49.6)          | 5.9 (42.6)          | 15.8 (60.4)         |
| 日均气温 °C（°F）   | 3 (37)              | 4.5 (40.1)          | 8 (46)              | 11.1 (52.0)         | 15.4 (59.7)         | 18.7 (65.7)         | 20.7 (69.3)         | 20.5 (68.9)         | 16.1 (61.0)         | 12.2 (54.0)         | 6.8 (44.2)          | 3.5 (38.3)          | 11.7 (53.1)         |
| 平均低温 °C（°F）   | 0.4 (32.7)          | 1.2 (34.2)          | 3.8 (38.8)          | 6.5 (43.7)          | 10.5 (50.9)         | 13.6 (56.5)         | 15.5 (59.9)         | 15.2 (59.4)         | 11.4 (52.5)         | 8.5 (47.3)          | 3.9 (39.0)          | 1.1 (34.0)          | 7.6 (45.7)          |
| 历史最低温 °C（°F） | −11.6 (11.1)        | −13 (9)             | −11.3 (11.7)        | −3.4 (25.9)         | 1.4 (34.5)          | 5.5 (41.9)          | 7.7 (45.9)          | 6.9 (44.4)          | 2.3 (36.1)          | −3.5 (25.7)         | −8.7 (16.3)         | −14.6 (5.7)         | −14.6 (5.7)         |
| 平均降水量 mm（）   | 73.3 (2.89)         | 65.1 (2.56)         | 61.4 (2.42)         | 80.3 (3.16)         | 90.6 (3.57)         | 63.4 (2.50)         | 71 (2.8)            | 78.5 (3.09)         | 77.7 (3.06)         | 98 (3.9)            | 107.8 (4.24)        | 77.1 (3.04)         | 944.2 (37.17)       |
| 月均日照時數        | 61.9                | 91.5                | 154.9               | 182                 | 212.9               | 245.3               | 267.7               | 242.4               | 185.6               | 116.9               | 70.3                | 50.5                | 1,881.9             |
| 来源：infoclimat.fr |                     |                     |                     |                     |                     |                     |                     |                     |                     |                     |                     |                     |                     |

## 行政区划
图尔尼的市镇编号为71543，邮政编号为71700。
在行政管理方面，图尔尼隶属于法国勃艮第-弗朗什-孔泰大区索恩-卢瓦尔省马孔区；在地方选举方面，图尔尼是图尔尼县的中央投票站所在地，其市镇范围全境被划入索恩-卢瓦尔省第四选区；在社会管理方面，图尔尼是马科奈-图尔尼茹瓦市镇公共社区的办公驻地。
截至2023年5月，图尔尼市镇范围内暂无任何城市敏感街区及城市政策优先街区。
法国国家统计与经济研究所（简称）在进行数据统计时，将图尔尼单独设为图尔尼城市核心区（Unité urbaine de Tournus）以及图尔尼城市区（Aire urbaine de Tournus）。自2020年起，图尔尼城市区被包含14个市镇的图尔尼城市辐射区代替。此外，还将图尔尼市镇分为了2个“块区”（IRIS），以便于统计人口分布情况。

## 交通

### 公路
A6高速公路从图尔尼市区西部经过，通过27号出入口连接市区，此外多条索恩-卢瓦尔省省道在图尔尼境内交汇。勃艮第-弗朗什-孔泰大区下属的城际客运提供巴士线路，可前往周边部分市镇。
| 27 | 2.5 |

| 马孔 | 31 |

| 索恩河畔沙隆 | 27 |

| 卢昂 | 28 |

2019年，60.6%的图尔尼家庭拥有至少一辆私人汽车。2019年，图尔尼境内共发生各类交通事故4起，造成9人受伤，其中1人重伤。

### 铁路

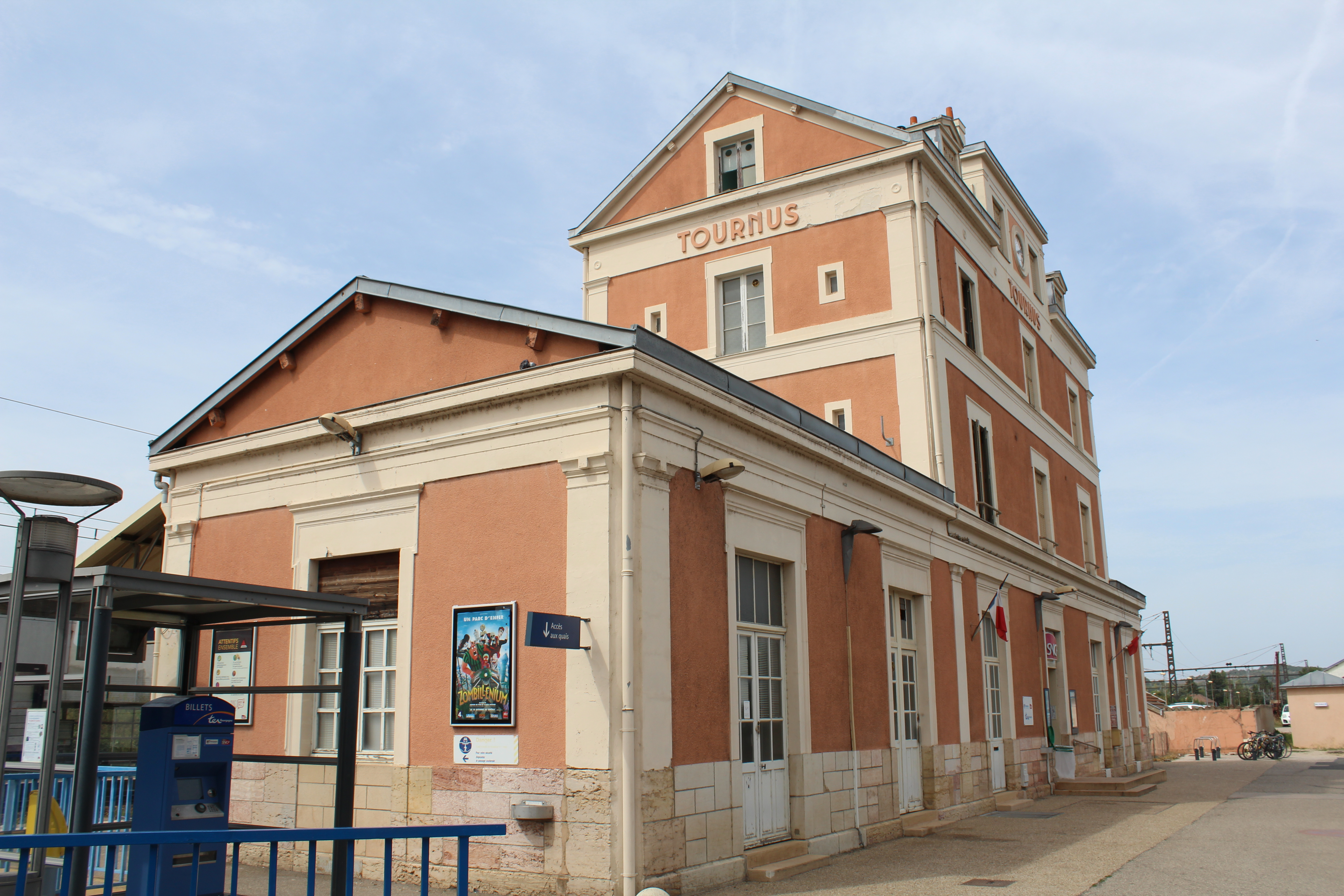
图尔尼火车站

图尔尼位于巴黎－马赛铁路上。图尔尼站位于老城区西北部，该站停靠往返于第戎和里昂一线的区域列车，部分车次可直达巴黎。

### 航空
距离图尔尼最近的民用航空站为84公里外的多勒机场。

### 城市公共交通
截至2023年5月，图尔尼暂无城市公共交通系统。

## 政治

### 市政内阁

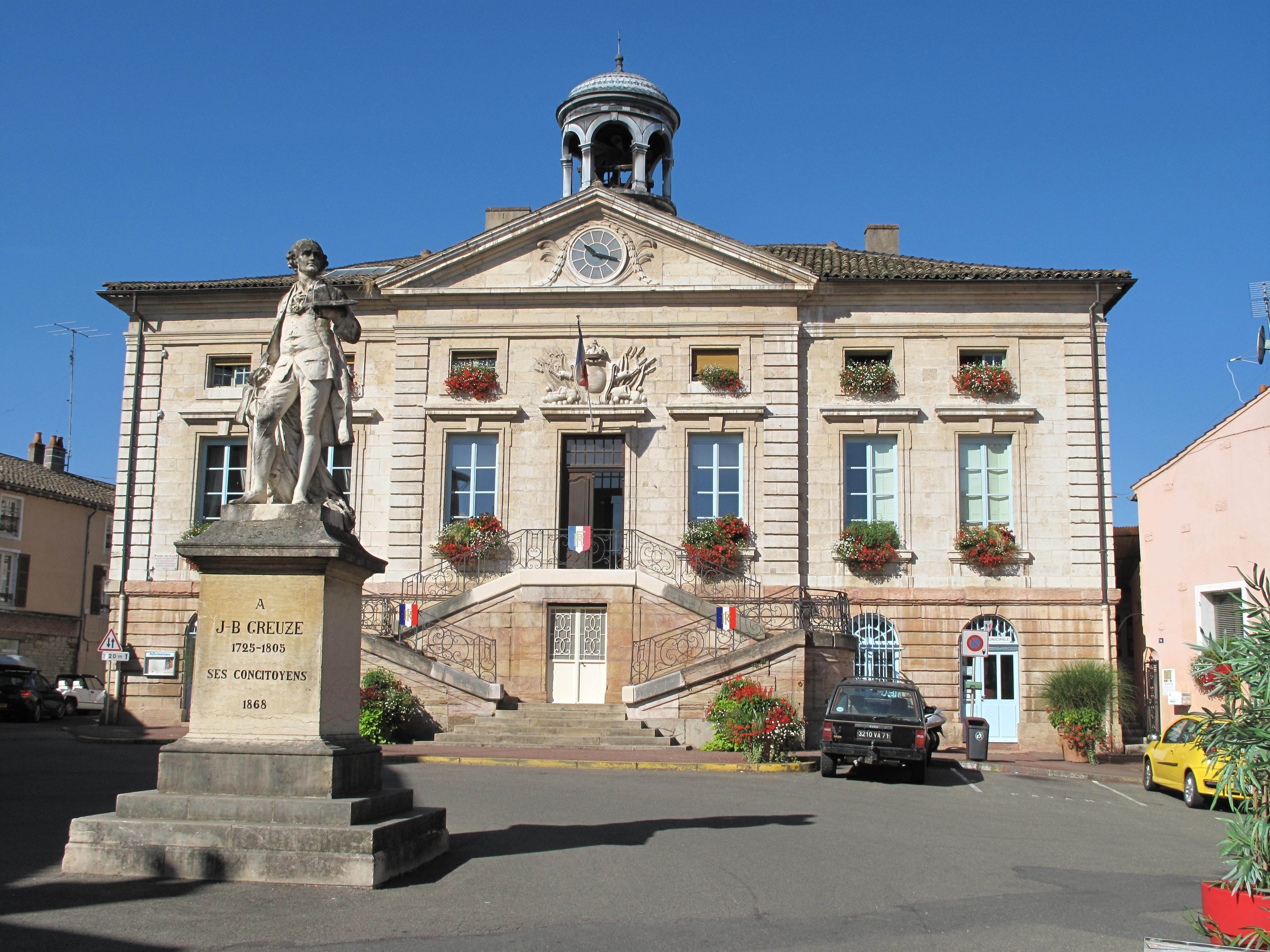
图尔尼市政厅

图尔尼的现任市长为贝特朗·沃先生（Bertrand VEAU），他是一名中间派，在2020年的市政选举中获得了81.47%的支持率。
| 图尔尼历届市长 | 图尔尼历届市长                 | 图尔尼历届市长                   |
| 任期           | 市长                           | 党派                             |
| -------------- | ------------------------------ | -------------------------------- |
| 1945年－1956年 | Paul PRIVEY 保罗·普里韦        | 不详                             |
| 1956年－1959年 | Léon BARGE 莱昂·巴尔热         | 不详                             |
| 1959年－1977年 | Raymond GAUTHIER 雷蒙·戈捷     | 不详                             |
| 1977年－1990年 | Roger GAUTHERON 罗歇·戈特龙    | PS社会党                         |
| 1991年－1995年 | Gérard BUATOIS 热拉尔·比阿图瓦 | PS社会党                         |
| 1995年－2008年 | Henri LÉVÊQUE 亨利·莱韦克      | DVD右翼无党派人士                |
| 2008年－2014年 | Jean LEGROS 让·勒格罗          | DVG左翼无党派人士                |
| 2014年－2017年 | Claude ROCHE 克洛德·罗什       | UDI民主人士和独立人士联盟        |
| 2017年－       | Bertrand VEAU 贝特朗·沃        | DVG左翼无党派人士 →DVC混杂中间派 |

### 各级选举
| 图尔尼历届投票选举结果 | 图尔尼历届投票选举结果 | 图尔尼历届投票选举结果 | 图尔尼历届投票选举结果 | 图尔尼历届投票选举结果           | 图尔尼历届投票选举结果 | 图尔尼历届投票选举结果 | 图尔尼历届投票选举结果           | 图尔尼历届投票选举结果 | 图尔尼历届投票选举结果 |
| 选举项目               | 选举范围               | 选区单位               | 选区单位内的选举结果   | 选区单位内的选举结果             | 选区单位内的选举结果   | 选区单位内的选举结果   | 选区单位内的选举结果             | 选区单位内的选举结果   | 参考资料               |
| 选举项目               | 选举范围               | 选区单位               | 第一轮胜出者           | 第一轮胜出者                     | 支持率                 | 第二轮胜出者           | 第二轮胜出者                     | 支持率                 | 参考资料               |
| ---------------------- | ---------------------- | ---------------------- | ---------------------- | -------------------------------- | ---------------------- | ---------------------- | -------------------------------- | ---------------------- | ---------------------- |
| 2017年法國總統選舉     | 法國                   | 市镇                   |                        | 埃马纽埃尔·马克龙                | 23.51%                 |                        | 埃马纽埃尔·马克龙                | 67.18%                 | [ 27 ]                 |
| 2017年法国立法选举     | 索恩-卢瓦尔省第四选区  | 市镇                   |                        | 卡特里娜·加布雷勒                | 30.52%                 |                        | 塞西尔·翁特迈尔                  | 55.73%                 | [ 27 ]                 |
| 2019年欧洲议会选举     | 法國                   | 市镇                   |                        | 纳塔莉·卢瓦索                    | 22.66%                 | （不适用）             | （不适用）                       | （不适用）             | [ 29 ]                 |
| 2021年法国省级选举     | 索恩-卢瓦尔省          | 县                     |                        | 让-克洛德·贝库斯 科莱特·贝尔特让 | 53.02%                 |                        | 让-克洛德·贝库斯 科莱特·贝尔特让 | 62.48%                 | [ 30 ]                 |
| 2021年法国省级选举     | 索恩-卢瓦尔省          | 市镇                   |                        | 让-克洛德·贝库斯 科莱特·贝尔特让 | 55.07%                 |                        | 让-克洛德·贝库斯 科莱特·贝尔特让 | 64.8%                  | [ 30 ]                 |
| 2021年法国大区选举     |                        | 市镇                   |                        | 玛丽-吉特·迪费                   | 36.04%                 |                        | 玛丽-吉特·迪费                   | 52.39%                 | [ 31 ]                 |
| 2022年法国总统选举     | 法國                   | 市镇                   |                        | 埃马纽埃尔·马克龙                | 29.31%                 |                        | 埃马纽埃尔·马克龙                | 57.17%                 | [ 27 ]                 |
| 2022年法国立法选举     | 索恩-卢瓦尔省第四选区  | 市镇                   |                        | 塞西尔·翁特迈尔                  | 40.93%                 |                        | 塞西尔·翁特迈尔                  | 65.36%                 | [ 27 ]                 |

## 人口
2019年，图尔尼市镇人口数量为5,489，在法国排名第2,017位。其中男性2,547人，女性2,942人，75岁及以上人口占14.3%，外籍人口数量为167人，人口密度为375人/平方公里，当地居民被称为（男性）或（女性）。2020年，图尔尼境内出生36人，死亡人口101人。
| 图尔尼1901年－2020年人口变化情况 |
|                                  |
| 数据来源：Cassini、INSEE         |

## 经济
图尔尼是一个区域性的中心城市。截止2023年5月，图尔尼市镇范围内共有各类用人单位（包含自雇）1,030家，平均历史为17年，其中98.92%为中小型企业（PME），2023年3月至5月间，当地的经济活力指数为0.1%。（颜料生产）、（座椅纺织）及（五金销售）是当地2021年营业额最高的三个企业，分别为111,616,836欧元、7,300,711欧元和2,581,044欧元。

## 财政与居民收入
2021年，图尔尼的财政收入总额为8,293,450欧元，财政支出总额为6,786,060欧元，当年的债务总额为3,572,040欧元。2021年，图尔尼市镇通过增值税获得284,060欧元的收入，此外当地还共获得了440,080欧元的国家直接财政补助。
2020年，图尔尼的人均月收入总额为2,080欧元，其中高级职员为3,584欧元，低于法国平均水平（4,230欧元）；中级职员为2,533欧元，高于法国平均水平（2,411欧元）；普通职员为1,599欧元，低于法国平均水平（1,740欧元）。
2019年，图尔尼境内的贫困率为16%，青壮年（15至64岁）失业率为18.8%；当地43.2%的家庭拥有纳税资格，平均纳税2,231欧元，低于法国平均水平（3,910欧元）。

## 社会事务

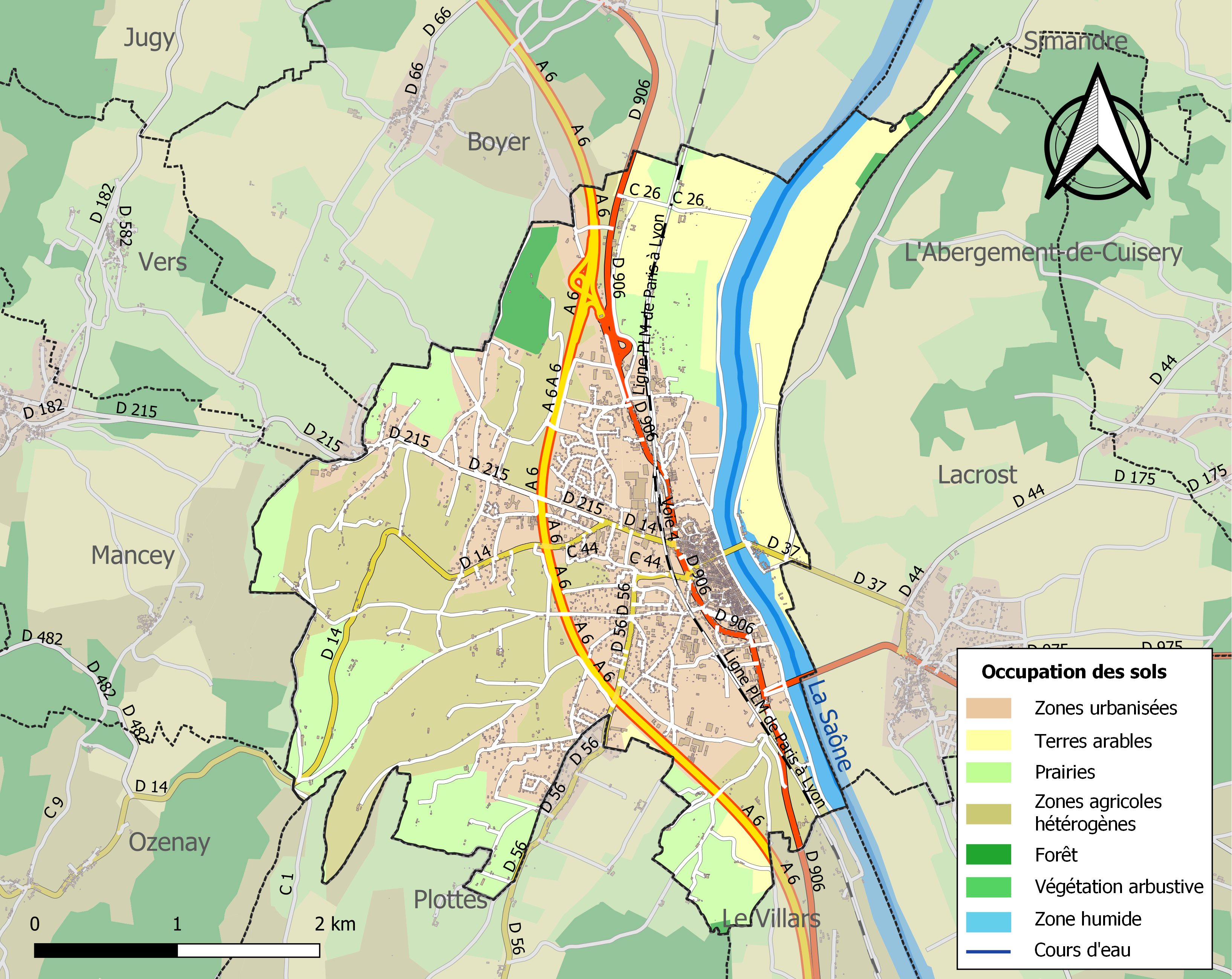
图尔尼土地利用情况地图

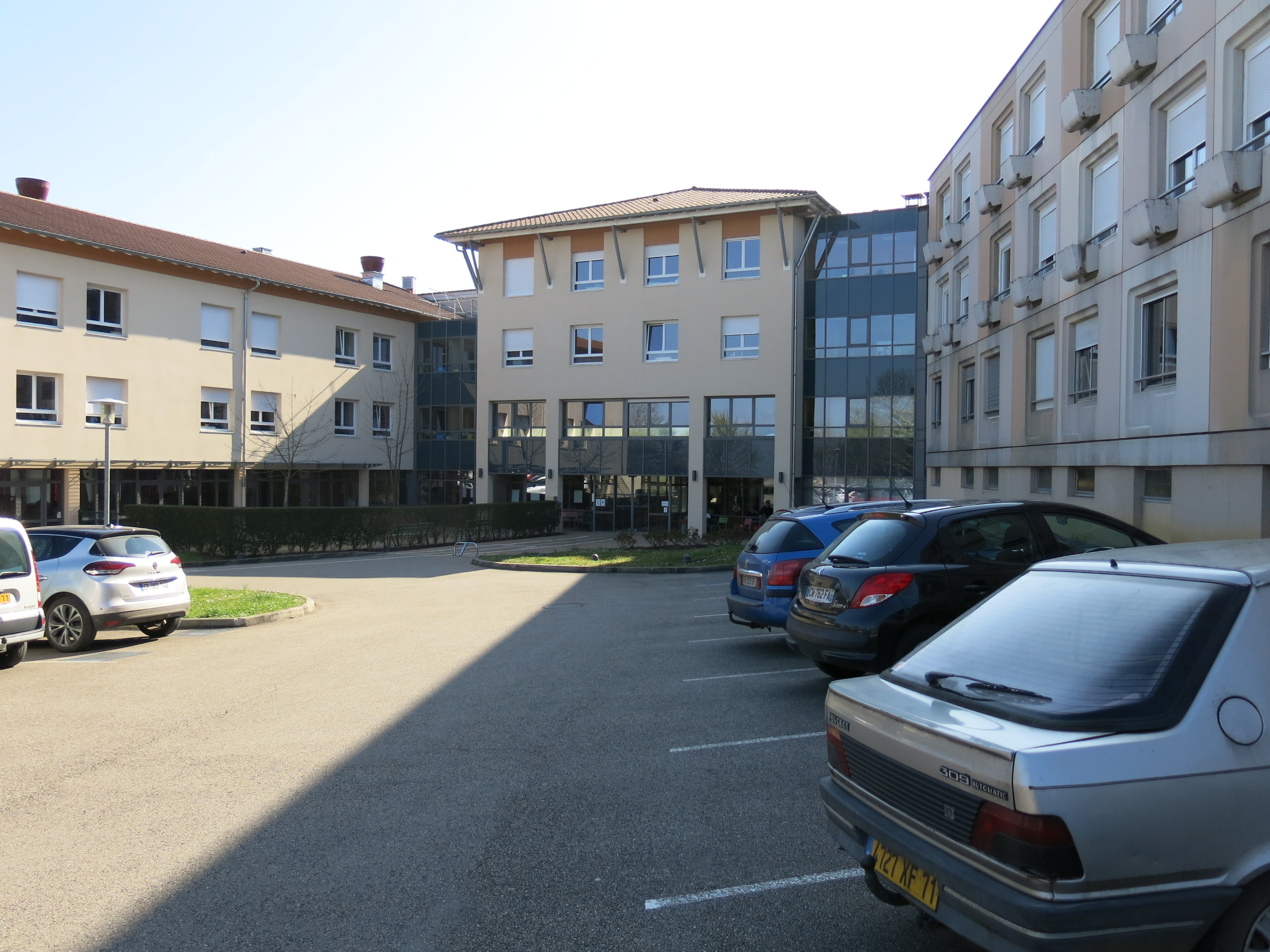
图尔尼-罗姆奈中心医院

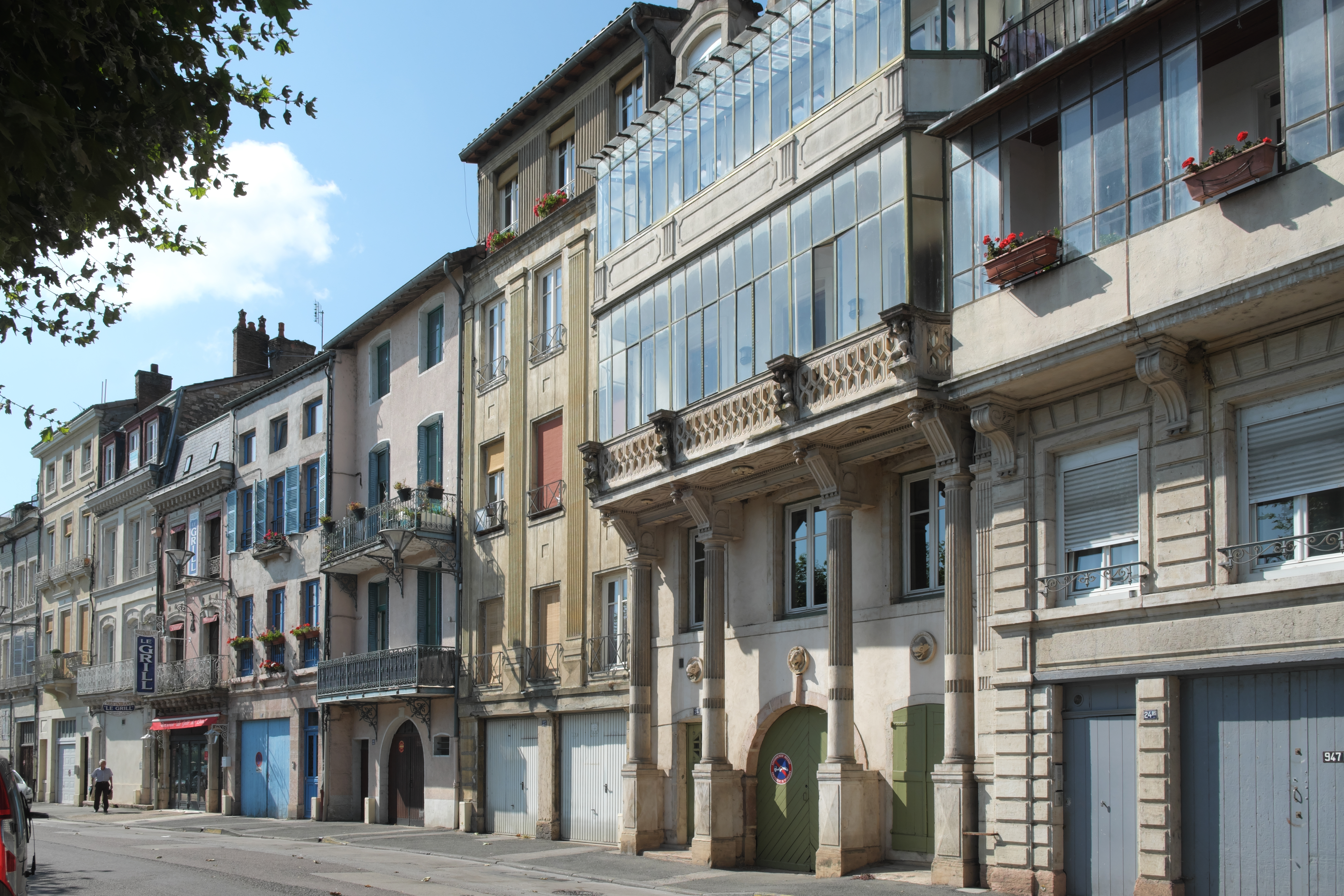
凡尔登河边街的民居

### 教育
图尔尼属于第戎学区。截止2021年1月1日，图尔尼境内共有2所幼儿园、2所小学、1所初级中学、1所普通高中和1所农业高中。2021至2022学年度，图尔尼境内共有在校中等教育阶段学生875名。

### 医疗
截止2021年1月1日，图尔尼境内共有全科医生10名、保健师10名、牙医6名、护士14名、皮肤科医生1名、助产士2名和妇科医生2名。境内共有药房4家、残疾人帮扶中心5家。
图尔尼-罗姆奈中心医院（Centre Hospitalier de Tournus-Romenay）是法国的一个区域性医疗机构，其主病区“贝尔奈医院”（Hôpital de Belnay）位于图尔尼市区西部，该院设有床位258个，是当地规模最大的公立综合性医院。

### 住房
2019年，图尔尼境内共有各类住房3,460套，其中49.5%为独立式居民区，50.3%为集中式居民区。常住房屋占图尔尼市镇范围内居民建筑总量的79.9%。
在住房保障政策方面，2021年，图尔尼境内共有759户家庭获得了住房经济补助，受益人数占总人口数量的13.8%，其中743份为房租补助。

### 商业
2021年，图尔尼境内共有各类实体商铺155家，其中餐厅25家、大型超市4家、杂货店3家、面包房5家、肉铺3家、书店4家、装饰品店1家、银行门店7家、美容美发店13家、汽车维修店12家。市区南部建有欧尚超市，市区北部则建有Lidl、Aldi等商场。

### 体育
2021年，图尔尼境内共有1家游泳池、3间体育馆、1座综合体育场、6处网球场、6处足球或橄榄球场以及3处篮球或排球场。
截至2023年5月，图尔尼体育俱乐部（AS Tournusienne，编号506910）是图尔尼境内唯一的一家注册足球俱乐部，该足球队成立于1935年，其主队2022至2023赛季参加索恩-卢瓦尔省足球联赛丙组（法国第十一级别），其主场为诺埃尔·佩雷球场（Stade Noël Perret）。

### 环境
图尔尼的环境事务由其所属的马科奈-图尔尼茹瓦市镇公共社区联合各级政府协调负责。2021年，图尔尼境内共有2家污染企业。

### 治安
2021年，图尔尼市镇范围内有1处宪兵队。
图尔尼及其附近的共136个市镇是马孔国家宪兵队（zone gendarmerie de Mâcon）的管辖范围。2020年，该宪兵队累计记录各类案件2,111起，其中盗窃类案件1,102起，经济类案件352起，毒品交易类案件112起。

## 文化
2021年，图尔尼境内共有1家电影院和2家博物馆。图尔尼市政府提供多媒体中心（Mediathèque de Tournus），每周三至六向公众开放。

### 建筑
图尔尼境内有多处历史建筑，其中圣瓦莱里安教堂、圣菲利贝尔修道院等为法国国家文物保护单位，城外的图尔尼大桥（Grand Pont de Tournus）亦当地的地标性建筑物。

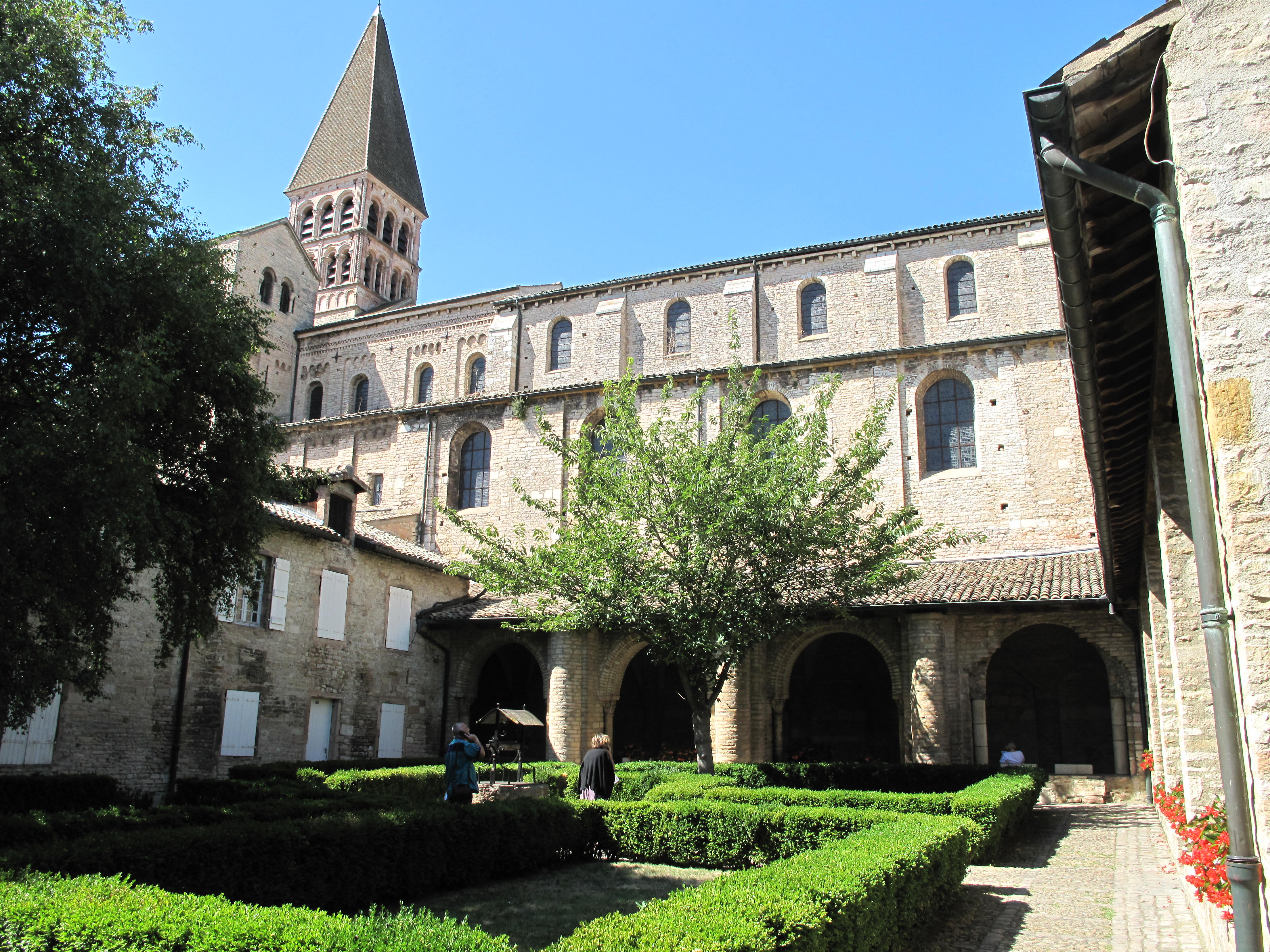
圣菲利贝尔修道院（法语：Abbaye Saint-Philibert de Tournus）
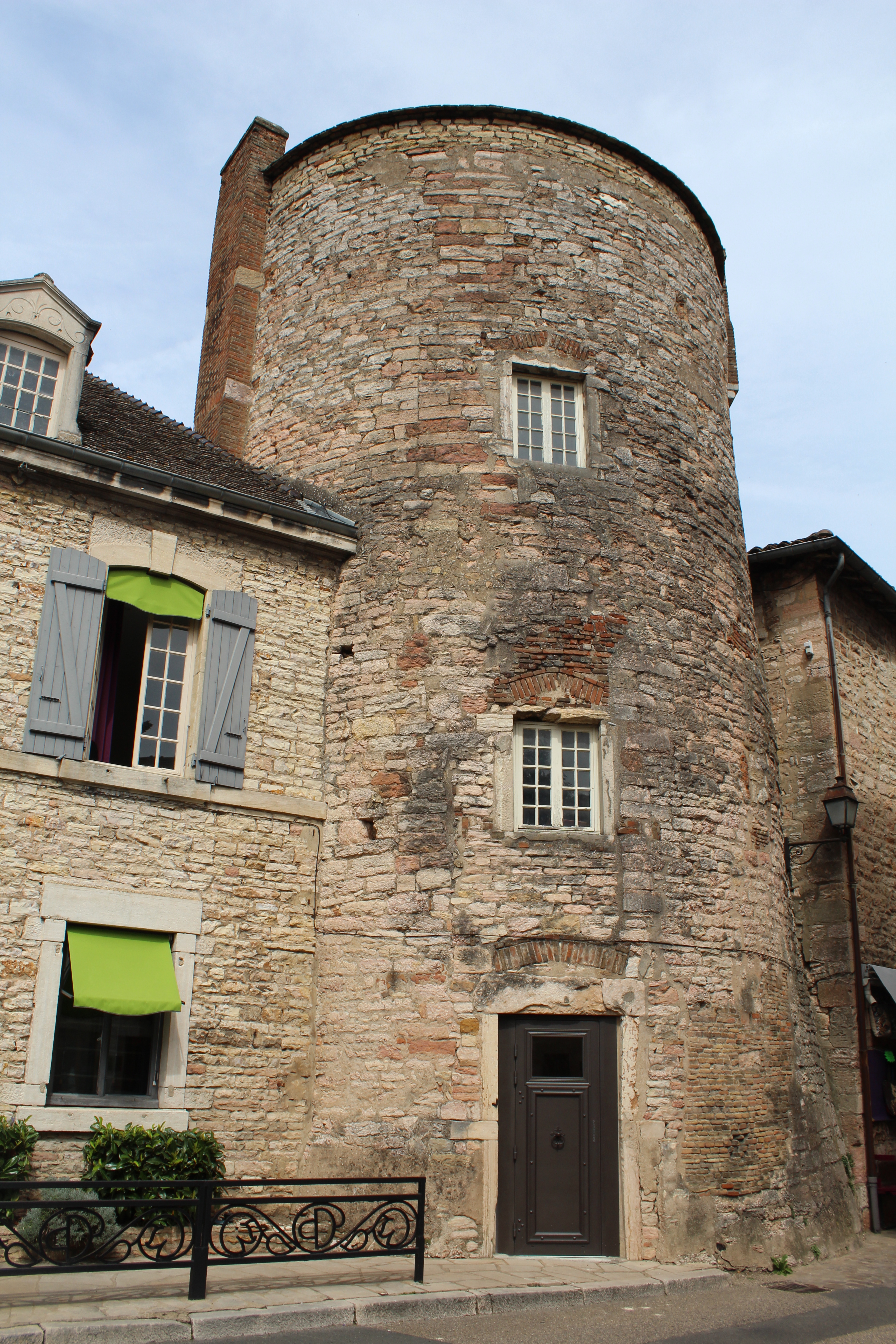
圣菲利贝尔塔
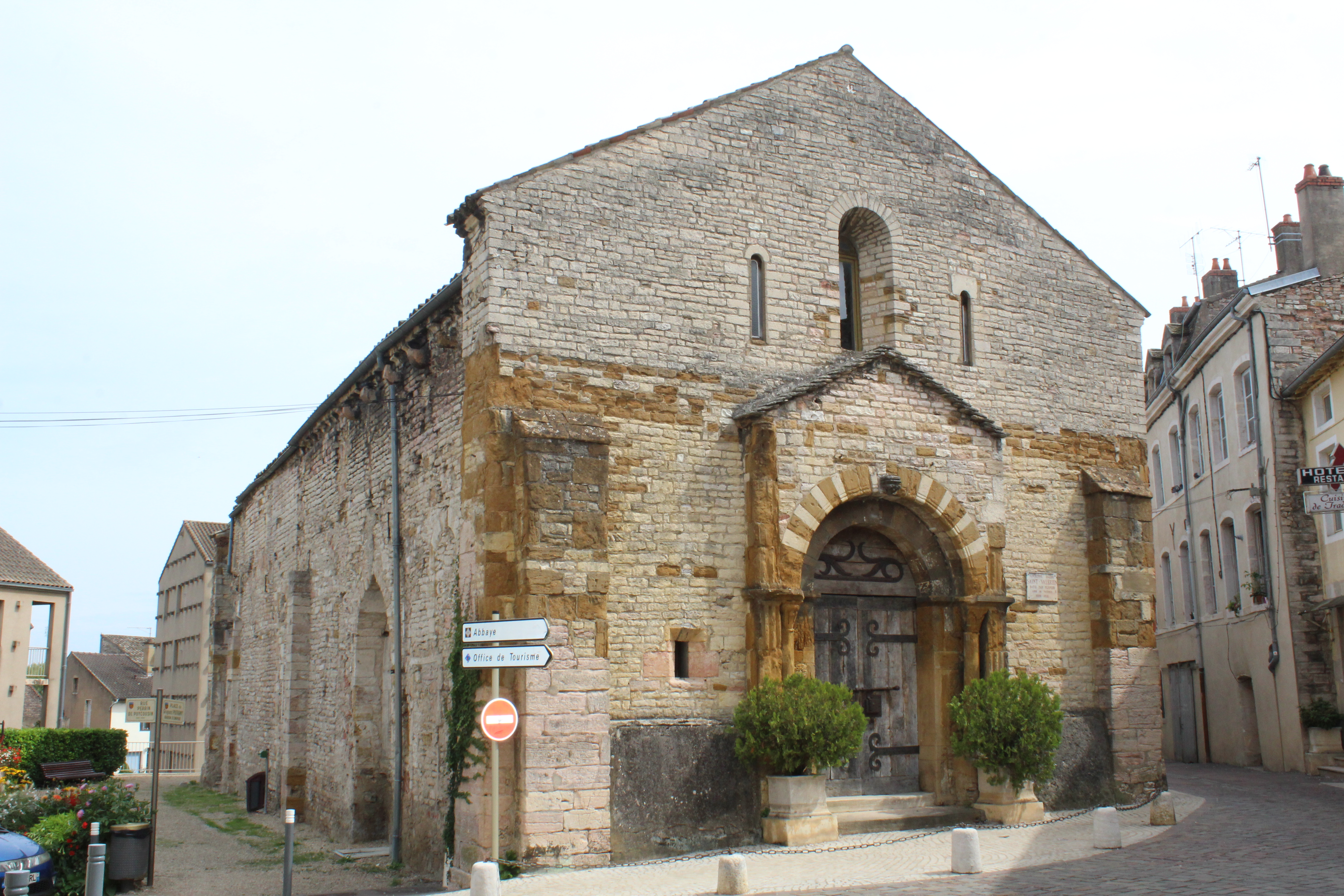
圣瓦莱里安教堂（法语：Église Saint-Valérien de Tournus）
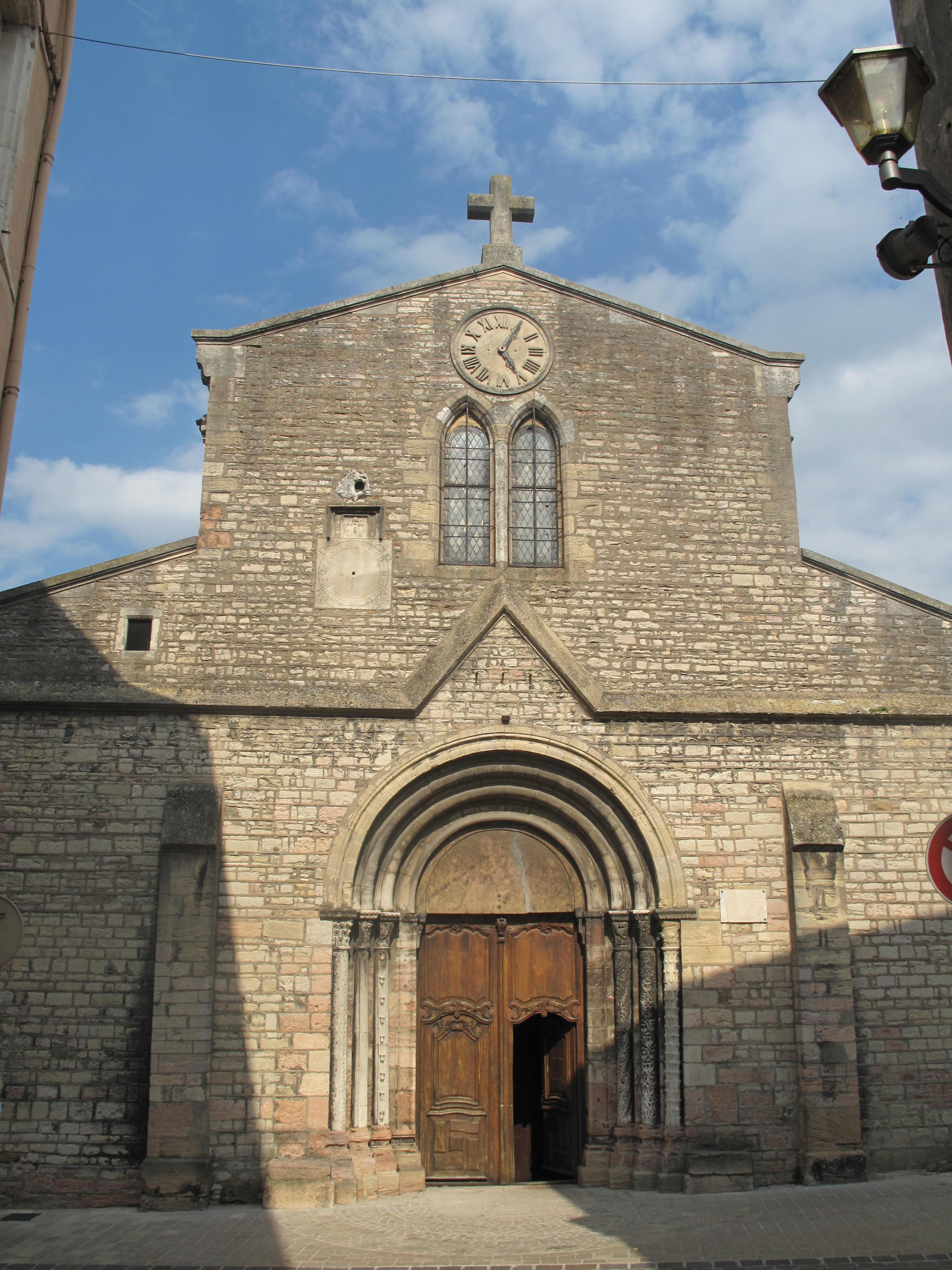
圣玛德莱娜教堂（法语：Église Sainte-Madeleine de Tournus）
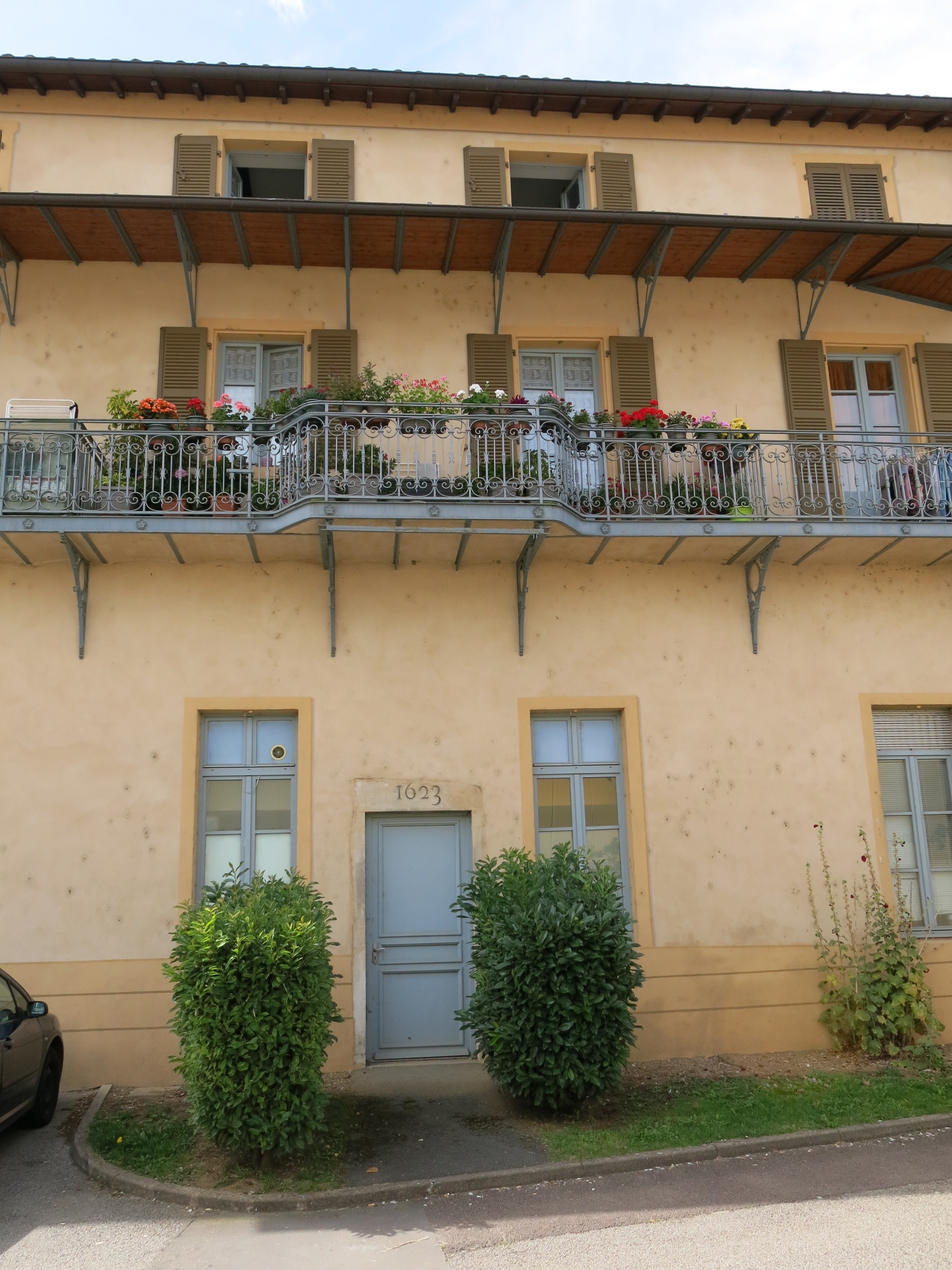
教会旧址
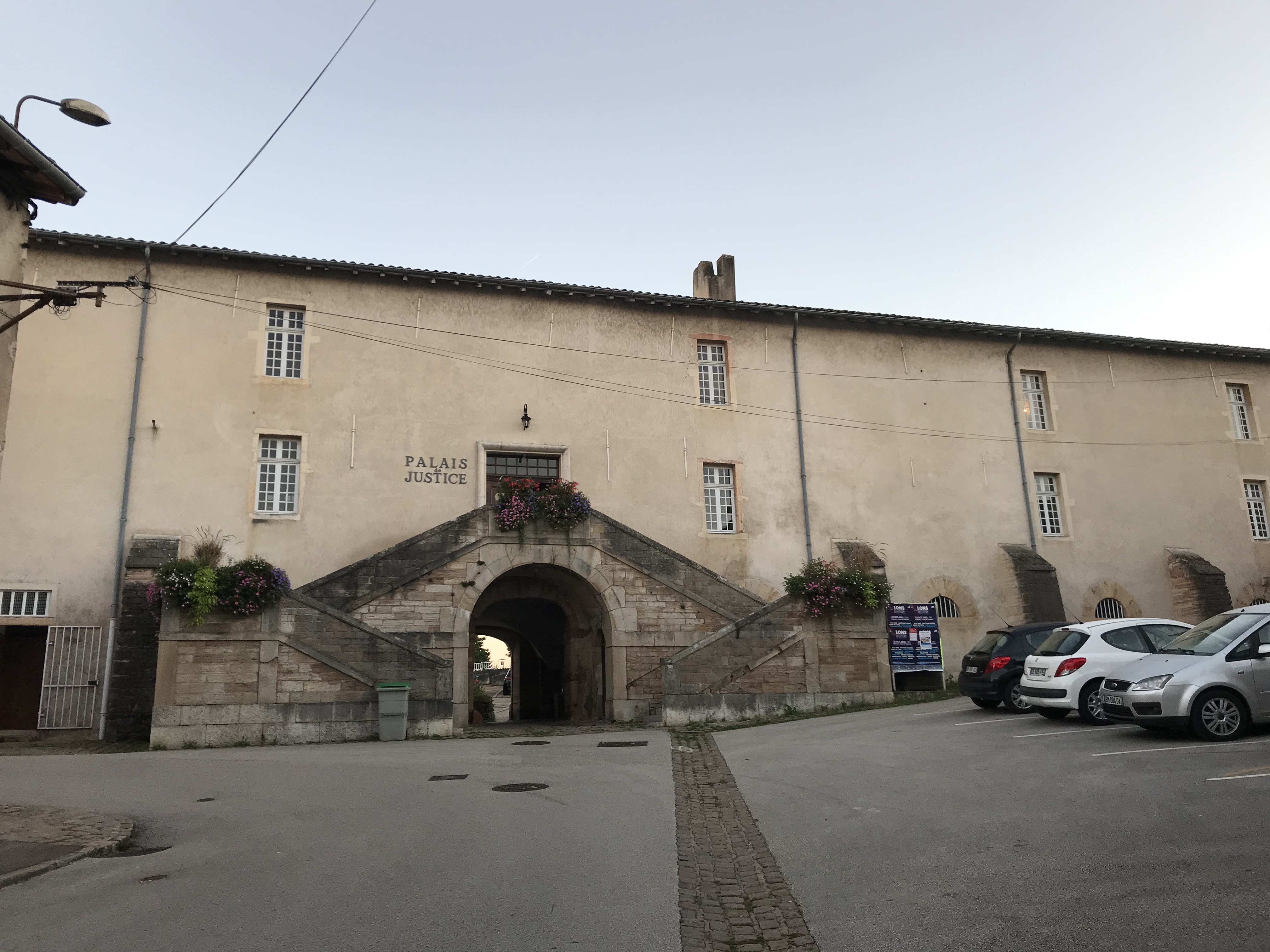
司法宫
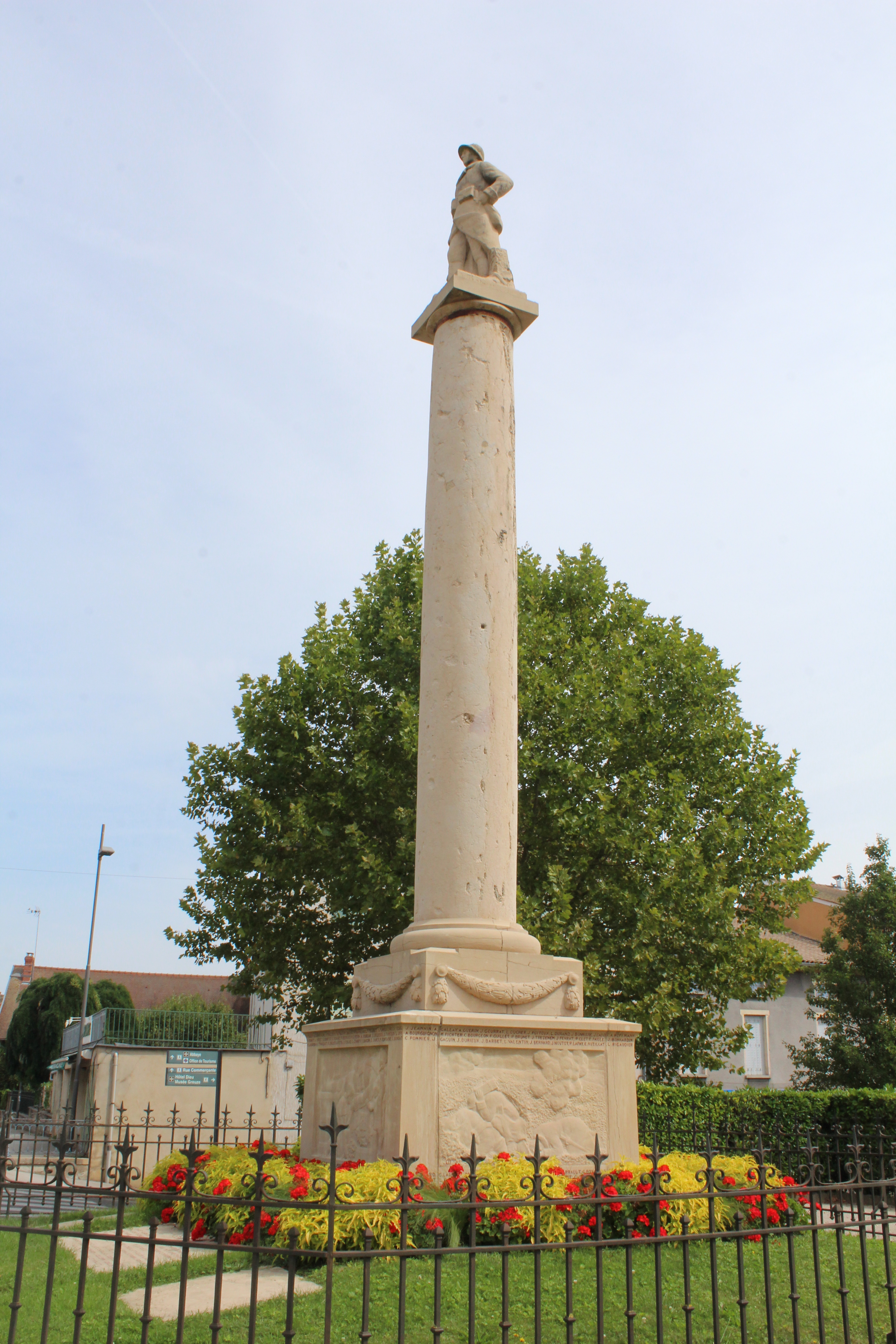
烈士纪念碑
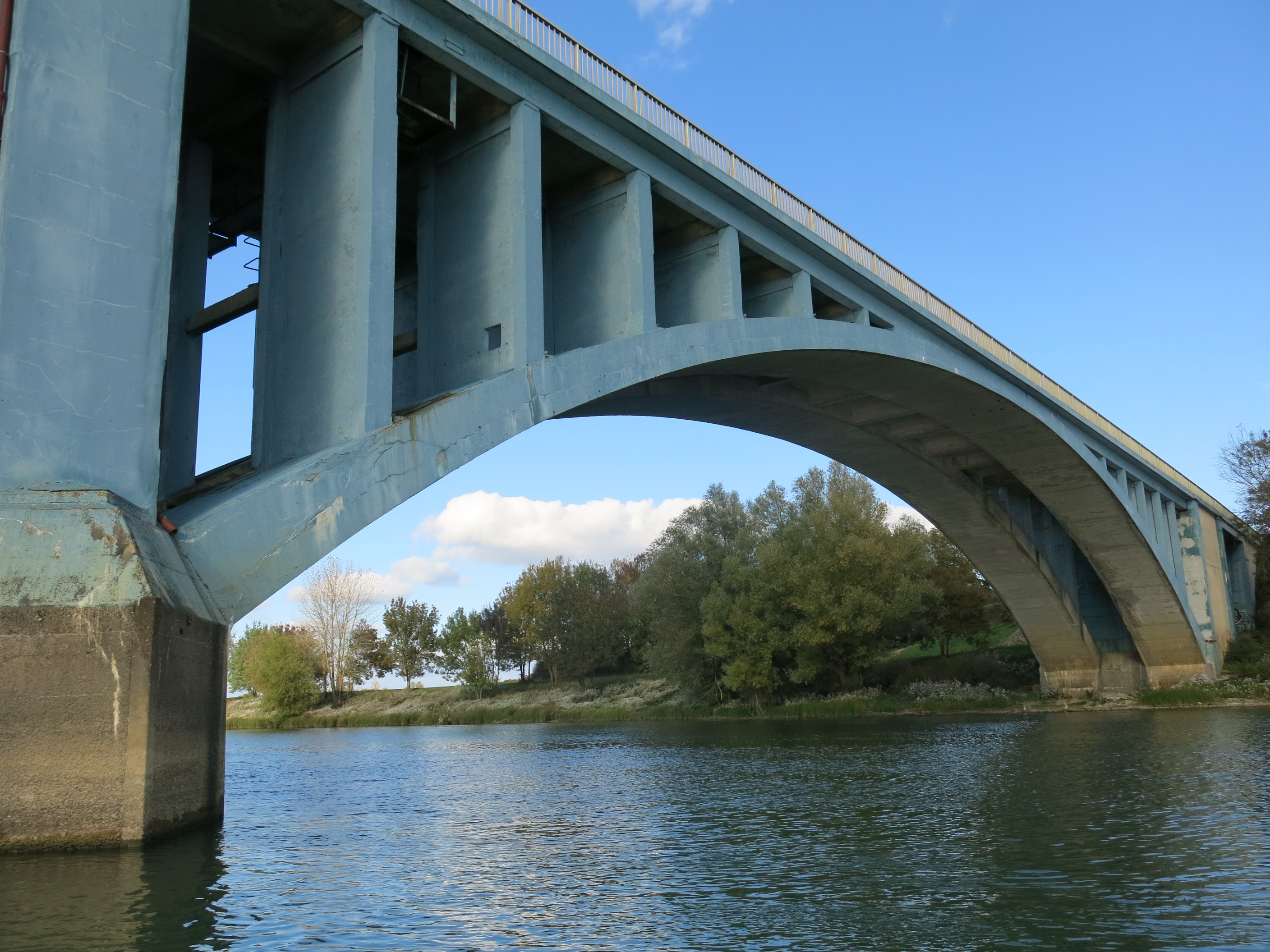
图尔尼大桥

### 旅游
图尔尼的旅游事务由其所属的马科奈-图尔尼茹瓦市镇公共社区负责。2022年，图尔尼境内共有11家酒店共计260间房间；另有1个露营地，可容纳共90辆露营车。

### 媒体
法国主要的媒体均可在图尔尼接收，法国电视三台下属的勃艮第-弗朗什-孔泰大区频道在部分时段播出图尔尼所在索恩-卢瓦尔省的地方新闻。《索恩-卢瓦尔省日报》、蓝色法兰西勃艮第广播等是当地主要的地方性媒体。

## 相关人物
法国画家让-巴蒂斯特·格勒兹和文学评论家阿尔贝·蒂博代出生于图尔尼。

## 友好城市
截至2023年5月，图尔尼共与一座城市互为友好城市关系：
- 德国 盖默斯海姆